# Проросток

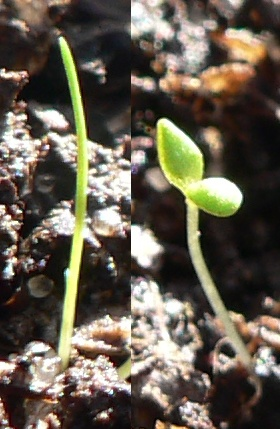
Сходи однодольних (ліворуч) і дводольних (праворуч)

Проросток — початкова фаза розвитку рослини, що розвивається з насінини. Розвиток проростка починається з проростання.
Проростки, що вийшли на поверхню ґрунту, називаються сходами. Характеризуються появою на поверхні ґрунту паростків із насіння, бульби, цибулини та інших органів розмноження. До появи сходів на живлення паростків витрачаються корисні речовини насінини (бульби, цибулини), з розвитком асиміляційної діяльності листків, починається синтез органічних речовин, за рахунок якого відбувається подальший розвиток рослини. Сходи різняться по зовнішньому виді. У злаків вони шилоподібні, часто складаються із порожнистого листка, який містить звернуті в трубочку зелені листки і бруньку; у дводольних рослин сходи нерідко складаються із стебельця з сім'ядолями або із стебельця з першими листочками. По сходах можна встановити вид рослини, іноді різновидність і навіть сорт, чим користуються при контролі насіння. Терміни появи сходів та їх стан залежить від крупності, вирівненності та енергії проростання насіння, глибини їх закладення, строків посіву, температури, аерації ґрунту та інших умов.